# Smil (kasztelan kłodzki)
Smil (XII wiek/XIII wiek) - siódmy kasztelan kłodzki na początku XIII wieku.
Nie znamy szczegółów dotyczących jego życia, ze względu na brak zachowanych źródeł historycznych. Pewne jest, że był on pochodzenia słowiańskiego i należał do stanu rycerskiego. Zajmował stanowisko kasztelana kłodzkiego za panowania króla czeskiego, Przemysła Ottokara I Przemyślidy. Jedyna wzmianka historyczna dotycząca jego osoby pada pod datą 1211 i dotyczy Lewina Kłodzkiego.